# Melissa Humana-Paredes
Melissa Humana-Paredes (* 10. Oktober 1992 in Toronto, Ontario) ist eine kanadische Beachvolleyballspielerin und Weltmeisterin.

## Karriere
Humana-Paredes begann im Alter von zwölf Jahren mit dem Beachvolleyball. Während ihres Studiums an der York University spielte sie in der Universitätsmannschaft York Lions auch Volleyball in der Halle, blieb aber ansonsten beim Spiel im Sand. 2009 erreichte sie bei der U19-Weltmeisterschaft in Alanya mit Victoria Altomare den 17. Platz. Ein Jahr später kam sie beim gleichen Wettbewerb in Porto mit Jennifer Cross auf den neunten Rang. 2011 absolvierte sie mit Altomare bei den Québec Open ihr erstes Turnier auf der FIVB World Tour. Bei der U21-WM in Halifax unterlag das Duo erst im Finale den Schweizerinnen Betschart/Heidrich.
Im folgenden Jahr fand das Turnier wieder dort statt und Humana-Paredes wurde mit ihrer neuen Partnerin Taylor Pischke den fünften Platz. Bei der U23-WM 2013 in Mysłowice gewannen Humana-Paredes/Pischke die Bronzemedaille. Anschließend spielten sie in Long Beach ihren ersten Grand Slam. Auf der kontinentalen Tour gewannen sie ein Turnier in Varadero und wurden in Mazatlán Zweite. In dieser Serie folgten Anfang 2014 Endspiele in Grand Cayman und Toronto sowie ein Sieg in Manzanillo. Beim Open-Turnier der FIVB in Puerto Vallarta wurden Humana-Paredes/Pischke Neunte und bei der U23-WM in Mysłowice belegten sie erneut den dritten Rang. Anschließend spielten sie vier Grand Slams, wobei sie als Neunte in Stare Jabłonki und Fünfte in São Paulo zweimal in die Top Ten kamen. Am Jahresende gewannen sie noch das NORCECA-Turnier in Trinidad und Tobago.
Auf der World Tour 2015 erreichten Humana-Paredes/Pischke als Fünfte der Fuzhou Open und Neunte der Prag Open sowie des Major-Turniers in Stavanger weitere Top-Ten-Resultate. Bei der WM in den Niederlanden erreichten sie als Gruppenzweite das Achtelfinale, in dem sie den späteren Turniersiegerinnen Bárbara/Ágatha aus Brasilien unterlagen. Bei den Panamerikanischen Spielen in Toronto verpassten sie als Vierte knapp eine Medaille. 2016 gab es in der FIVB-Serie einen fünften Rang in Xiamen sowie neunte Plätze bei den Vitória Open, dem Major-Turnier in Hamburg und dem Grand Slam Olsztyn. Am Jahresende gewann Humana-Paredes mit Jamie Lynn Broder das NORCECA-Turnier in Trinidad und Tobago.
2017 bildete sie ein neues Duo mit der Olympiateilnehmerin Sarah Pavan. Beim ersten gemeinsamen Auftritt auf der World Tour 2017 in Rio de Janeiro erreichten Humana-Paredes/Pavan gleich das Endspiel des Vier-Sterne-Turniers, das sie gegen Agatha/Duda verloren. Den Brasilianerinnen mussten sie sich auch im Bronze-Spiel in Den Haag geschlagen geben. Danach gewannen sie jedoch das Fünf-Sterne-Turnier in Poreč mit einem Finalsieg gegen die Tschechinnen Hermannová/Sluková. Anschließend folgten ein dritter Platz in Gstaad (fünf Sterne) und ein zweiter Platz in Olsztyn (vier Sterne). Bei der WM in Wien erreichten Humana-Paredes/Pavan nach sechs Siegen ohne Satzverlust das Halbfinale, in dem sie mit 1:2 gegen die US-Amerikanerinnen Ross/Fendrick verloren. Im Spiel um den dritten Platz unterlagen sie den Brasilianerinnen Larissa/Talita ebenfalls mit 1:2. Ebenfalls Vierte wurden sie beim World Tour Final in Hamburg.
Auf der World Tour 2017/18 wurden Pavan/Humana-Paredes zunächst Fünfte in Fort Lauderdale. Dann gewannen sie die Turniere in Xiamen (vier Sterne) und Gstaad (fünf Sterne) und erzielten weitere Top-Ten-Ergebnisse. Beim World Tour Final 2018 kamen sie auf den siebten Platz. Bei der World Tour 2018/19 erreichten sie die Endspiele in Las Vegas und Itapema (jeweils vier Sterne). Hinzu kamen ein vierter und zwei fünfte Plätze. Bei der WM 2019 in Hamburg wurden die Kanadierinnen mit einem Sieg im Endspiel gegen die US-Amerikanerinnen Alexandra Klineman und April Ross Weltmeisterinnen und gewannen damit die erste WM-Medaille für ihr Land.
2021 erreichten Pavan/Humana-Paredes beim olympischen Beachvolleyballturnier in Tokio als Erste ihrer Vorrundengruppe das Achtelfinale, in dem sie gegen die Spanierinnen Baquerizo/Liliana gewannen. Im Viertelfinale schieden sie gegen die Australierinnen Clancy/Artacho aus. Im Oktober wurden Pavan/Humana-Paredes beim World Tour Finale in Cagliari nach einer 0:2-Niederlage im Endspiel gegen die Deutschen Karla Borger und Julia Sude Zweite. Auf der neugeschaffenen World Beach Pro Tour 2022 hatten die beiden Kanadierinnen bei den Elite16-Turnieren die Plätze fünf, neun, eins und fünf. Bei der WM 2022 in Rom erreichten Pavan/Humana-Paredes den fünften Platz.
Seit 2023 spielt Humana-Paredes zusammen mit Brandie Wilkerson. Auf der World Beach Pro Tour hatten die beiden Kanadierinnen ausschließlich Top-Five-Platzierungen. Dabei belegten sie den dritten Rang beim Elite16-Turnier in Ostrava und gewannen anschließend das Challenge-Turnier in Jūrmala. Im Juli gewannen sie das heimische Elite16-Turnier in Montréal. Im Oktober erreichten Humana-Paredes/Wilkerson bei der Weltmeisterschaft in Tlaxcala Platz fünf und gewannen anschließend bei den Panamerikanischen Spielen in Santiago de Chile die Silbermedaille. Beim World Pro Tour Finale 2023 in Doha belegten sie den fünften Platz. Im März 2024 wurden Humana-Paredes/Wilkerson beim Elite16-Turnier in Doha Zweite. Drei Monate später erkämpften sie beim gleichwertigen Event in Ostrava den gleichen Rang. Auch bei den Olympischen Sommerspielen in Paris im August belegten die beiden nach einem dritten Rang im Pool D und nach Siegen in der Hauptrunde über Nuss / Kloth, Álvarez / Moreno und Hüberli / Brunner den zweiten Platz und gewannen die Silbermedaille. 2025 standen Melissa und Brandie zwei Jahre nach ihrem Triumph im heimischen Montreal bei einem Elite16 zum zweiten Mal gemeinsam ganz oben auf dem Podest. Am selben Ort ihres ersten Erfolges bezwangen sie in der Vorschlussrunde die amtierenden Olympiasiegerinnen Ana Patrícia und Duda sowie im Endspiel das deutsche Duo Svenja Müller und Cinja Tillmann.

## Familie
Humana-Paredes ist die Tochter chilenischer Auswanderer. Ihr Vater Hernán war Volleyball-Nationalspieler und trainierte das kanadische Beachvolleyball-Duo Child/Heese, das bei den Olympischen Spielen 1996 die Bronzemedaille gewann. Ihr Bruder Felipe spielt ebenfalls Beachvolleyball.